# Маркович, Данило
Дани́ло Ж. Ма́ркович (серб. Данило Ж. Марковић; 30 июня 1933, Дол, Бела-Паланка, Королевство Югославия — 3 апреля 2018, Ниш, Республика Сербия) — Чрезвычайный и Полномочный Посол СР Югославии в Российской Федерации в 1994—1998 годах, учёный-социолог.

## Биография
Окончил начальную школу в родной деревне и гимназию в Бела-Паланке. В 1958 году окончил юридический факультет Белградского университета, затем там же преподавал. Профессор с 1964 года. Защитил докторскую диссертацию на тему «Вклад в социально-экономическое изучение пригородных поселений» в феврале 1965 года. Один из организаторов факультета политических наук, был его деканом.
Отслужив в армии, поступил в докторантуру на юридическом и экономическом факультетах Белградского университета. Преподавал социологию в университетах Белграда и Ниша.
Член первого Совета Нишского университета (1965—1967), декан его экономического факультета (1970—1974) и член комиссии по созданию философского факультета (1970—1972 годы). В 1974 году был избран на пост доцента социологии труда на факультете политических наук Белградского университета. В 1975 году избран полным профессором того же предмета на этом факультете.
Первый декан факультета дефектологии Белградского университета (1976—1978), заведующий кафедрой политической социологии на факультете политических наук и декан этого факультета (1986—1988).
Министр образования (1979—1991) в правительствах Сербии в составе СФРЮ.
Был министром просвещения СФРЮ с 5 декабря 1989 по 11 февраля 1993 года; вице-премьером в правительствах Радомана Божевича и Николы Шаиновича с 1992 по 15 марта 1994 год; депутатом первой многопартийной Народной Скупщины Сербии (1990—1992) и Совета граждан Союзной Скупщины (1992—1994).
С 17 декабря 1994 по 1998 год — Чрезвычайный и Полномочный Посол СРЮ в России.
После завершения мандата вернулся к преподавательской деятельности в области социологии.
Один из зачинателей преподавания современной социологии и её отраслей в вузах Сербии, вице-президент Сербской академии образования.
Иностранный член РАО (1995 г.), почётный доктор Московского (1989), Ростовского (1995), Пензенского (1998) и Российского государственного аграрного (1998) университетов, член редколлегий российских журналов «Социс», «Социологическая наука и социальная практика», «Гуманитарий Юга России», «Вестник РУДН».
Автор более 800 научных работ (его «Избранные труды» вышли в 2001 году в 8 томах).

## Основные научные труды
- «Социология труда» (1970; русский перевод 1988, 10 изданий на сербском языке, два на русском и один на албанском языке)
- «Общая социология» (1970; русский перевод 1993, 11 изданий на сербском языке и три издания на русском языке)
- «Объединённый труд и трудовая мораль», (1986)
- «Образование для будущего» (1989)
- «Социальная экология» (1990, русский перевод 1991, шесть изданий на сербском языке, три на русском и по одному на английском, белорусском и болгарском языках)
- «Перемены в обществе и образование» (1993)
- «Социальная экология и качество жизни» (1998)
- «Общая социология» (1998), ISBN 5-691-00171-X
- «Социология безопасности труда» (2008), ISBN 978-5-7139-0608-5
- «Образование и глобализация» (2008)
- «Защита труда» (2010)